# Aleja Tysiąclecia w Warszawie

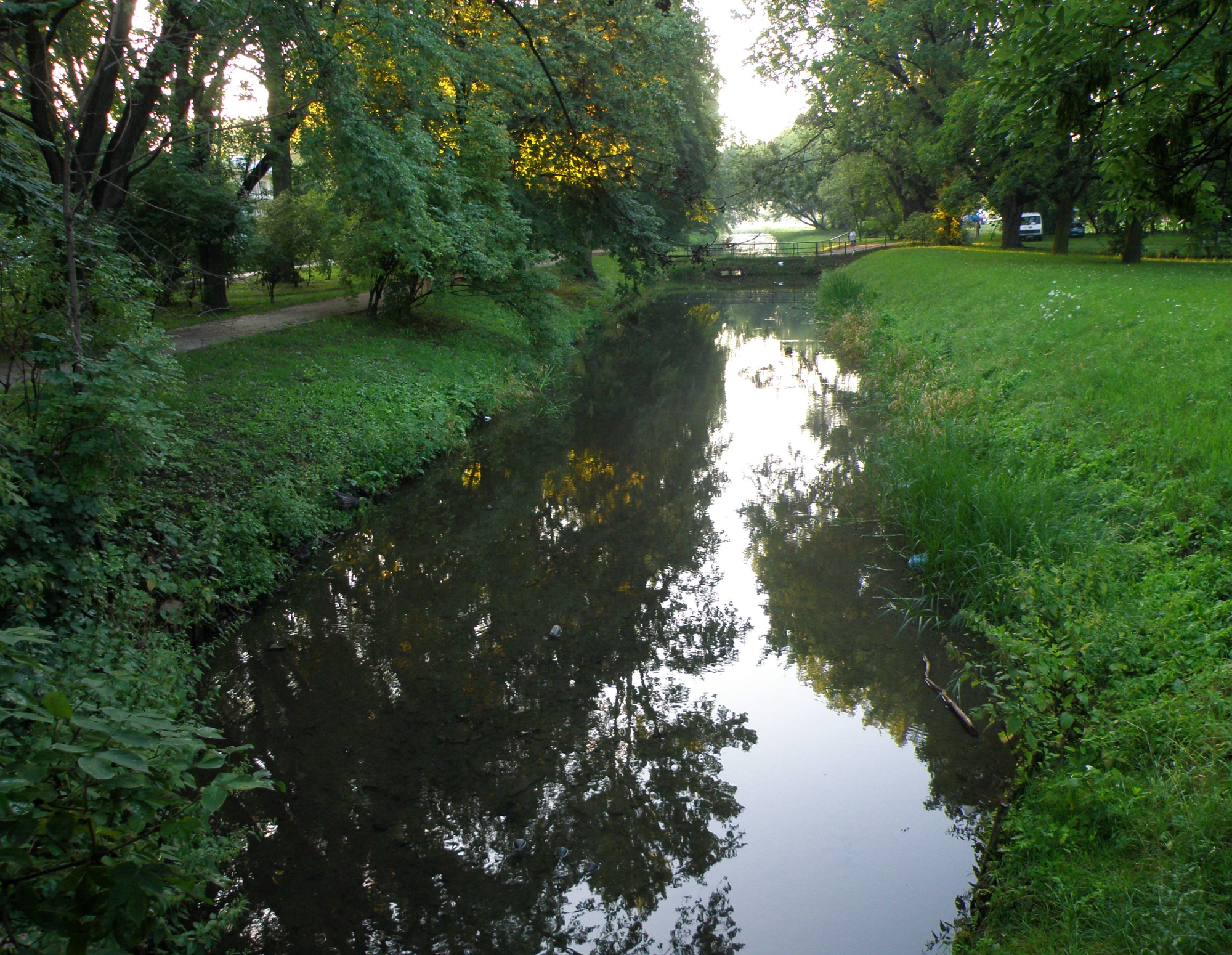
Kanał Wystawowy w rejonie parku Skaryszewskiego - projektowany wcześniej w tym miejscu środkowy odcinek Trasy Tysiąclecia nie został zrealizowany

Aleja Tysiąclecia – ulica w dzielnicy Praga-Północ w Warszawie.
Ulica nie posiada jezdni – w jej miejscu istnieje torowisko tramwajowe łączące ul. Kawęczyńską z ul. Kijowską.

## Przebieg
Istniejący, zaznaczany na planach i mapach, krótki odcinek alei Tysiąclecia łączy ul. Kijowską z ul. Kawęczyńską i przebiegają tamtędy tylko tory tramwajowe, bez jezdni. 
Tabliczki MSI z nazwą alei umieszczone są przy krótkiej drodze osiedlowej, łączącej ul. Kawęczyńską i pozostałość ul. Podlaskiej, przed wejściami do bloku al. Tysiąclecia 151. Na mapie internetowej warszawskiego urzędu miasta aleja zaznaczona jest na deptaku po wschodniej stronie bloku. 
Podział alei Tysiąclecia na ulicę i aleję (na stronie stowarzyszenia SISKOM) jest nieuprawniony. Cały ciąg, niezależnie od tego które jego fragmenty będą realizowane w przyszłości, nosi jednakową nazwę aleja Tysiąclecia, dotąd nie została ona zmieniona.

## Opis
Początkowo roboczo nowo wytyczaną ulicę nazywano Praską N–S, a nazwę aleja Tysiąclecia Rada Narodowa m.st. Warszawy nadała w uchwale z 31 stycznia 1969. Według uchwały aleja miała biec od ulicy Starzyńskiego (przez granice dzielnic Praga-Południe i Praga-Północ) do Wału Miedzeszyńskiego. Pierwotnie aleja Tysiąclecia, wraz z ul. Międzynarodową miała stanowić część planowanej w tym miejscu obwodnicy Pragi (obwodnicy śródmiejskiej Warszawy) – trasy szybkiego ruchu (droga główna ruchu przyspieszonego) nazywanej niekiedy (roboczo, nieformalnie) Trasą Tysiąclecia, a mającej połączyć Pragę-Południe z Pragą-Północ: od Wału Miedzeszyńskiego, przecinając Trasę Łazienkowską, al. Waszyngtona, ul. Grochowską, ul. Radzymińską i al. „Solidarności”, aż do skrzyżowania ul. 11 Listopada z ul. Starzyńskiego w rejonie dzisiejszego ronda Żaba. Wybudowano nawet zachowany pod peronami 6. i 7. tunel i zejścia z peronów pod częścią torów Dworca Wschodniego. Aleja Tysiąclecia miała, podobnie jak planowana ul. Nowo-Jagiellońska, przejąć ruch kołowy z ul. Targowej. 
Nazwę alei nadano na cześć jubileuszu tysiąclecia Państwa Polskiego.
Wzdłuż kilkukilometrowej alei planowano powstanie wielu budynków. Powstał tylko jeden – sześcioklatkowy dziesięciopiętrowy blok mieszkalny z adresem al. Tysiąclecia 151.
W początku XXI wieku zrezygnowano z budowy obwodnicy śródmiejskiej o tym przebiegu (Trasy Tysiąclecia), choć nadal planowana jest na tym odcinku ulica zbiorcza. Obwodnica środmiejska powstanie między rondem Wiatraczna, wzdłuż ul. Zabranieckiej i linii kolei nadwiślańskiej od strony Targówka. Odcinek ulicy Międzynarodowej obok Parku Paderewskiego pozostanie pieszy. Planowane jest powstanie odcinka alei Tysiąclecia od ul. Grochowskiej do ronda Żaba i będzie on miał status drogi zbiorczej (nie głównej, jak obwodnica śródmieścia), z 2 pasami ruchu w każdą stronę i torowiskiem tramwajowym pośrodku (na odcinku od ul. Kawęczyńskiej do Grochowskiej, a być może dalej na południe).